# Nishimoto Tatsuhiro
Tatsuhiro Nishimoto (sinh ngày 29 tháng 4 năm 1980) là một cầu thủ bóng đá người Nhật Bản.

## Sự nghiệp câu lạc bộ
Tatsuhiro Nishimoto đã từng chơi cho Shonan Bellmare.